# 10+10
《10+10》是一部2011年多段式電影，由臺北金馬影展執行委員會發起之電影聯合創作計畫。為2011年金馬國際影展開幕片，入圍2012年第62屆柏林影展「電影大觀」單元。

## 劇情簡介

### 釋放 Destined Eruption
導演：王小棣

### 謝神 The Ritual
導演：王童

### 無國籍公民 The Orphans
導演：朱延平

### 100
導演：何蔚庭

### 有家小店叫永久 A Grocery Called Forever
導演：吳念真

### 黃金之弦 La Belle Epoque
導演：侯孝賢

### 到站停車 Bus Odyssey
導演：沈可尚

### 小夜曲 Green Island Serenade
導演：侯季然

### 諸神的黃昏 The Dusk of the Gods
導演：張艾嘉

### 1949穿過黑暗的火花 Sparkles
導演：張作驥

### 海馬洗頭 Hippocamp Hair Salon
導演：陳玉勳

### 初登場 The Debut
導演：陳國富

### 256巷14號5樓之1 LANE 256
導演：陳駿霖

### 唱歌男孩 The Singing Boy
導演：楊雅喆

### 老人與我 Old Man & Me
導演：鄭文堂

### 潛規則 Unwritten Rules
導演：鄭有傑

### 有一好沒二好 Something's Gotta Give
導演：蕭雅全

### KEY
導演：戴立忍

### 回音 Reverberation
導演：鍾孟宏

### 登場 Debut
導演：魏德聖

## 參與演員
20段短片中的演員有：

| - 桂綸鎂 - 林辰唏 - 梅芳 - 林慶台 - 柯一正 - 柯宇綸 - 李烈 - 張孝全 - 張韶涵 - 舒淇 | - 庹宗華 - 張芳奕（小甜甜） - 高捷 - 陸弈靜 - 戴立忍 - 曾珮瑜 - 張訓瑋 - 周洺甫 - 蔡明修 - 謝其文 | - 鄭金山 - 寇家瑞 - 廖文莉 - 王丁筑 - 李永豐 - 謝欣穎 - 張少懷 - 紀露霞 - 簡嫚書 - 黃河 | - 吳中天 - 李冠毅 - 丘芹銓 - 高英軒 - 黃健瑋 - 廖苡喬 - 張捷 - 林泓馨 |

## 外部連結
- 《10+10》官方部落格（页面存档备份，存于）
- Yahoo奇摩電影上《10+10》的資料（繁體中文）
- MSN娛樂上《10+10》的資料（繁體中文）

- 開眼電影網上《10+10》的資料（繁體中文）
- 时光网上《10+10》的資料（简体中文）
- 豆瓣电影上《10+10》的資料 （简体中文）
- 香港影庫上《10+10》的資料（繁體中文）
- 互联网电影数据库（IMDb）上《10+10》的资料（英文）